# Diglossa cyanea
Diglossa cyanea е вид птица от семейство Тангарови (Thraupidae).

## Разпространение
Видът е разпространен в Боливия, Венецуела, Еквадор, Колумбия и Перу.